# Museum Helveticum
Das Museum Helveticum ist eine «schweizerische Zeitschrift für klassische Altertumswissenschaft» (so der Untertitel), die seit 1944 im Schwabe Verlag erscheint. Sie wird heute publiziert in Verbindung mit der Schweizerischen Vereinigung für Altertumswissenschaft und mit Unterstützung der Schweizerischen Akademie der Geistes- und Sozialwissenschaften.
Museum Helveticum veröffentlicht Beiträge aus allen Bereichen der klassischen Altertumswissenschaft, also auch der Papyrologie, Epigraphik und teilweise der Archäologie. Die Zeitschrift sieht sich als repräsentativ für die Schweizer Forschung in den Altertumswissenschaften, publiziert aber auch Beiträge von Forschern aus anderen Nationen.
Die Zeitschrift entstand, als während des Zweiten Weltkriegs die damaligen europäischen Zeitschriften der Altertumswissenschaften nicht mehr erschienen und die zu dieser Zeit führenden Schweizer Professoren der Altertumswissenschaften nach Möglichkeiten zur Publikation, Diskussion und Stärkung der Zusammenarbeit suchten.
Jährlich erscheinen vier Hefte.
Die Zeitschrift wird herausgegeben von Professoren im Bereich Altertumswissenschaften der Universitäten Genf, Basel, Bern, Neuenburg, Freiburg i. Üe., Lausanne und Zürich.